# 사르미제게투사 레기아
사르미제게투사 레기아(Sarmizegetusa Regia) 또는 사르미제게투사는 로마 제국과 전쟁 이전 다키아인들의 수도이자, 가장 중요한 군사적, 종교적, 정치적 중심지였다. 해발 1,200 미터의 높은 산의 꼭대기에 서있고, 6개의 성채로 이뤄진 이곳은 오러슈티산맥 (오늘날 루마니아)의 전략적 방어 체제의 중심이었다.
사르미제게투사 레기아는 다키아인들의 수도가 아닌, 이곳에서 40km 떨어진 지점에 로마 황제 트라야누스가 건설했으며 로마의 다키아 속주 중심지였던 울피아 트라이아나 사르미제게투사와 혼동치 않도록 주의해야한다. 사르미제게투사 울피아는 1900년대 초에 이미 알려지며, 일찍이 발견되었고, 처음에는 다키아인들의 수도로 오해되었는데, 이 판단은 다키아인들의 군사사 및 체제에 관하여 잘못된 결론으로 이어지게 하였다.

## 어원
'사르미제게투사'라는 명칭의 기원을 설명하기 위한 몇 가지 이론들이 제시되었고, 이들 중에 몇 개는 다음의 가능한 의미들을 도시의 이름에 부여했다:
- ‘산 꼭대기에 말뚝 울타리로 만든 성채’: 제르미 [Zermi (*gher-mi ‘산정상, 꼭대기’, 참조: *gher ‘돌; 높은’)]와 제게트 (*geg(H)t)에서 추론[2]
- ‘따뜻한 강의 도시’: ‘따뜻한’을 뜻하는 자르미 [Zarmi, 따뜻한을 뜻하는 산스크리트어 가르마 (gharma)와 동일 어원]와 ‘흐름’을 뜻하는 제게트 [zeget, (‘흐름’을 뜻하는 산스크리트어 사르자나(sarjana-)에서 사르즈- 및 박트리아어 하레자나(harezâna)의 하레즈 등과 어원이 같음]에서 추론한 것이며, 도시 명칭은 인근 사르게티아강 (Sargetia)에서 붙여졌다는 것이다[3]
- ‘세상을 비추는 궁전’: 장소를 뜻하는 자리마[zaryma, (참조: 산스크리트어로 ‘궁전’은 하리마-harmya)], ‘세상’을 뜻하는 제게트 [zegeth, (산스크리어로 ‘움직임’을 뜻하는 자가트-jagat,  유동성을 뜻하는 지가트-jigat), ‘밝게하는, 비추는, 타오르는’을 의미하는 우사 (usa)에서 추론[4]

## 구획

구획도

사르미제게투사는 성채 하나와 거주 지역들을 포함하며, 성소와 더불어 우물 및 작업장들이 있었다.
- 거대한 석제 블록 (무루스 다키쿠스)으로 만든 사각형의 요새가 대략 30,000 m²의 다섯 곳에 지어졌다.
- 성소 - 원형 및 직사각형의 다키아 성소들 중에 가장 중요하고 컸던 이곳의 성소에는 다수의 직사각형 신전들과, 이 신전들을 떠받치던, 여전히 볼 수 있는 규칙적으로 배열된 기둥의 기초 부분들이 있다. 아마도 여기에서 가장 정체를 알 수 없는 건축물은 커다란 원형 성소이다. 목제 원형으로 둘러싸인, D자 모형의 목제 기둥 형태로 되어있으며, 그 밖으로는 높이가 낮은 연석으로 둘러싸였다. 목조 구조물의 구성은 잉글랜드의 스톤헨지 거석 기념물과 일부 유사성을 지녔다.[5]
- “안산암 태양"이라 일컬어지는 유물은 해시계로 쓰인 것으로 보인다. 다키아 문화가 그리스와 접촉으로 영향을 받은 것으로 알려졌기에, 이 해시계는 기하학과 천문학에서 그리스 학문에 대한 다키아 문화의 노출 결과였을지 모른다.[5]
- 민간인들은 페첼레 알베처럼 성채 아래  인위적인 단지(段地)에 지어진 취락에 거주했다.[6] 도자기 파이프 수로관은 흐르는 물을 귀족들의 주거지로 흘려보냈다.

이 지역에서 발견된 고고학 유물들은 다키아 사회가 상대적으로 높은 수준 생활 방식을 가졌음을 밝혔다.

## 역사

### 도시 명칭의 다른 철자

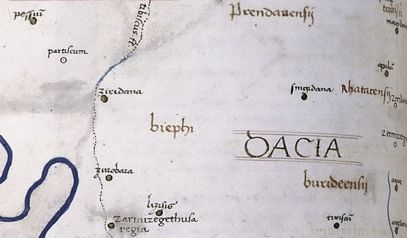
프톨레마이오스의 지리학 (서기 140년경) 이후에 만들어진 중세 서적의 다키아 지도에서 사르미제게투사 레기아.

사료들은 다키아의 수도 명칭에 대한 철자에 상당히 다른 철자들로 나타냈다:
- Zarmigethusa, Sarmisegethusa [ 프톨레마이오스 지리학 (서기 2세기)]
- Zermizegethusa (디오 카시우스 2-3세기 )
- Sarmazege (라벤나의 익명의 지리학자, 서기 700년 무렵)
- Sarmategte (포이팅거 지도, 13세기)
- Zarmizegetusa and Sarmizegetusa (금석문들에서)
- Sargetia (인근 강의 명칭)

### 로마 이전 시대
부레비스타는 그의 재위 말년에 게타이-다키아인들의 수도를 아르게다바에서 사르미제게투사로 이전했다. 최소 150년간을 다키아 수도 역할을 한, 사르미제게투사는 데케발루스 시기에 전성기를 맞이한다. 고고학적 발견물들은  다키아의 신 잘목시스와 잘목시스의 고위 사제들이 이 당시 다키아 사회에서 중요한 역할을 지녔음을 보여준다. 또한 다키아인들의 정치적, 경제적, 과학적 발전 및 그리스와 로마의 기술적, 과학적 지식들을 성공적으로 수용했음을 밝혀냈다.
이곳에선 특히 2개의 주목할 만한 발견물들이 나왔다:
- 의료 용품: 메스, 핀셋, 경석 가루, 약조제를 위한 작은 그릇이 들어 있는, 철제 손잡이가 달린 테두리가 놋쇠로 된 목제 상자[11]
- 커다란 꽃병: 24 인치 (0.6 m) 높이에 41 인치 (1.04 m) 너비이며, 로마 문자로 DECEBAL PER SCORILO, 즉 ‘데케발루스, 스코릴루스의 아들’ (참조: 라틴어 puer)이라 쓰여 있는 비문이 있다[11]

로마령 다키아와 모이시아 인페리오르.

성소 북쪽의 대장간들은 금속세공에 대한 다키아인들의 기술에 대한 증거를 나타내기도 한다. 미터 길이의 부젓가락, 망치, 모루 등 도구들이 발견물에 포함되며, 이 물건들은 전차낫, 원형낫, 괭이, 갈퀴, 픽, 낫, 칼, 보습, 목수들의 장비 등과 더불어 단도, 다키아의 굽은 언월도, 창촉, 방패 등의 무기들 같은 금속 유물 약 400개를 만드는 데 사용되었다.
그럼에도, 데케발루스 집권기에 분명히 맞이한 다키아 문명의 전성기는 트라야누스의 군단들이 사르미제게투사를 파괴하고 이곳의 주민들을 이주시키며 갑박스럽게 끝나고 말았다.

### 방어 체제
다키아의 수도 방어 체제에는 사르미제게투사, 코스테슈티-블리다루르, 피아트라 로시에, 코스테슈티-세터추이에, 커펄나, 버니차 등  여섯 개의 다키아 요새로 되어 있다.
여섯 곳 모두 유네스코 세계 유산들로 지정되어 있다.

### 로마 시대
사르미제게투사의 성벽은 다키아가 로마 제국의 트라야누스에게 침입을 받은 서기 102년의 제1차 다키아 전쟁 말에 부분적으로 무너져 내렸다. 다키아인들은 이 성벽을 재건하였지만, 로마인들은 106년에 이를 다시 체계적으로 파괴했고 거주민들을 이주시켰다.
로마의 정복자들은 사르미제게투사 레기아에 군 주둔지를 설치했다. 이후, 다키아 속주의 중심지가 폐허가 된 다키아인들의 수도에서 40km 떨어진 지점에 세워졌고, 콜로니아 울피아 트라이아나 아우구스타 다키카 사르미제게투사라는 이름이 붙여졌다.

## 갤러리

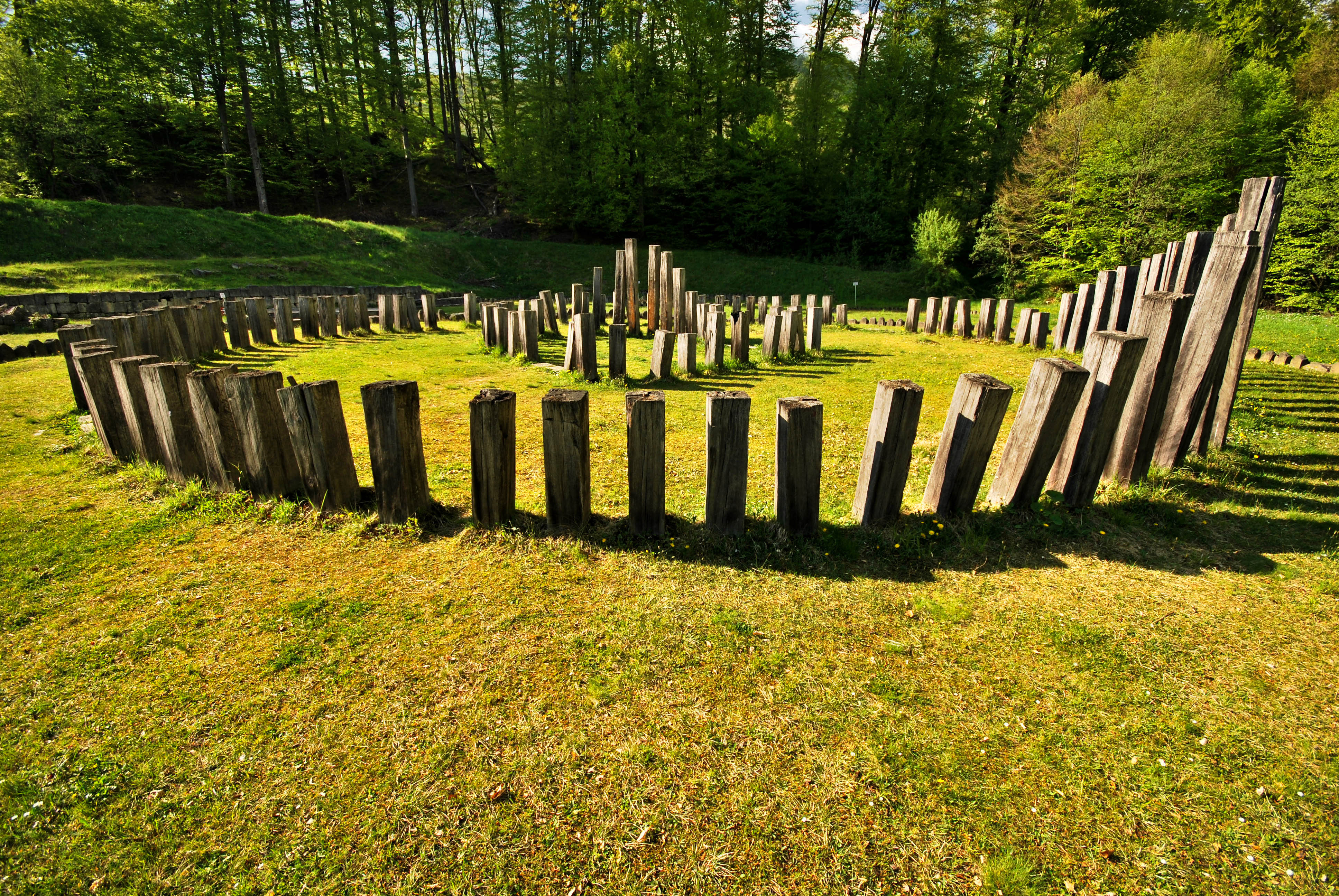
사르미제게투사 레기아의 '큰 원형 성소 (성지)'
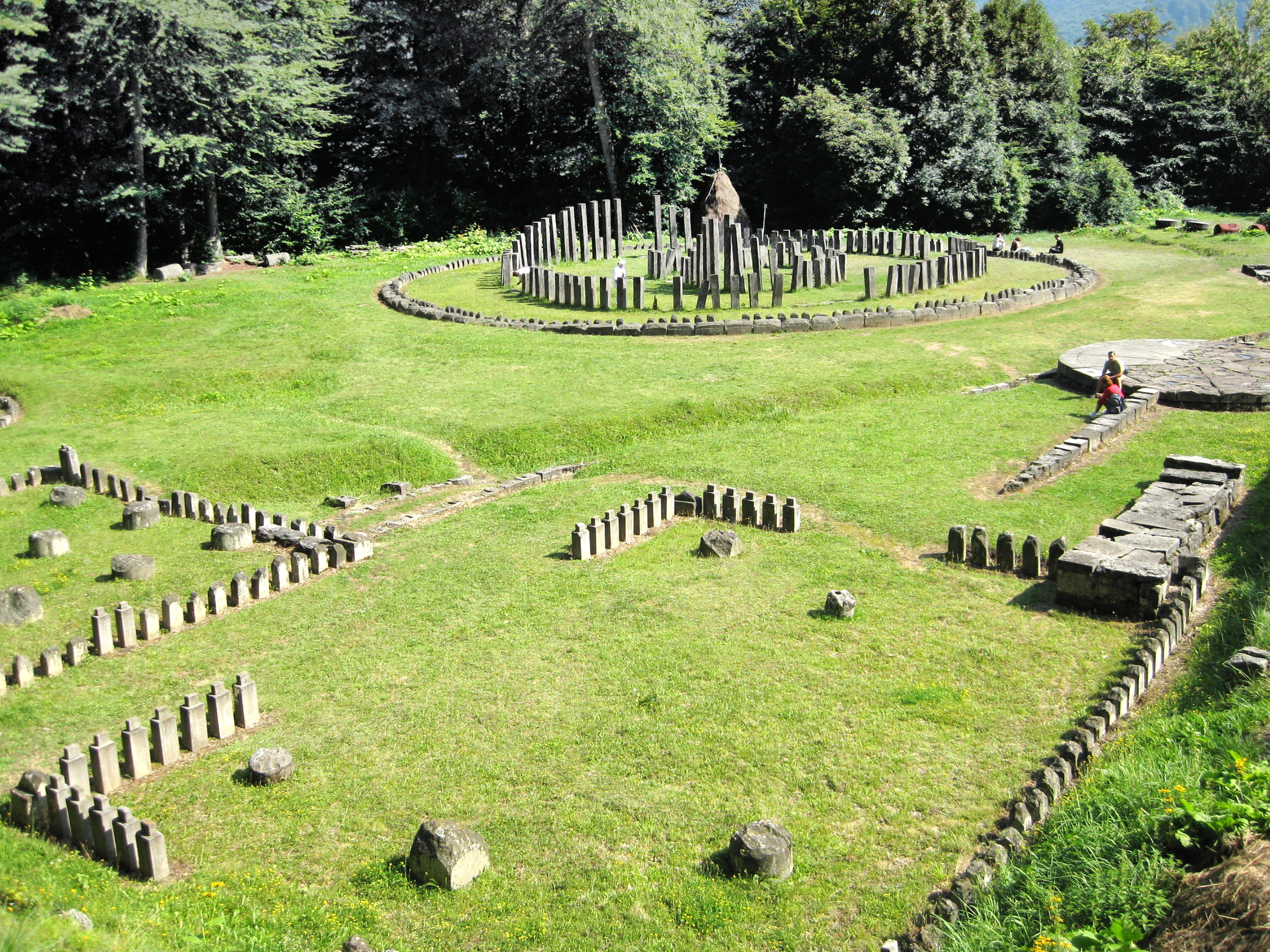
성소
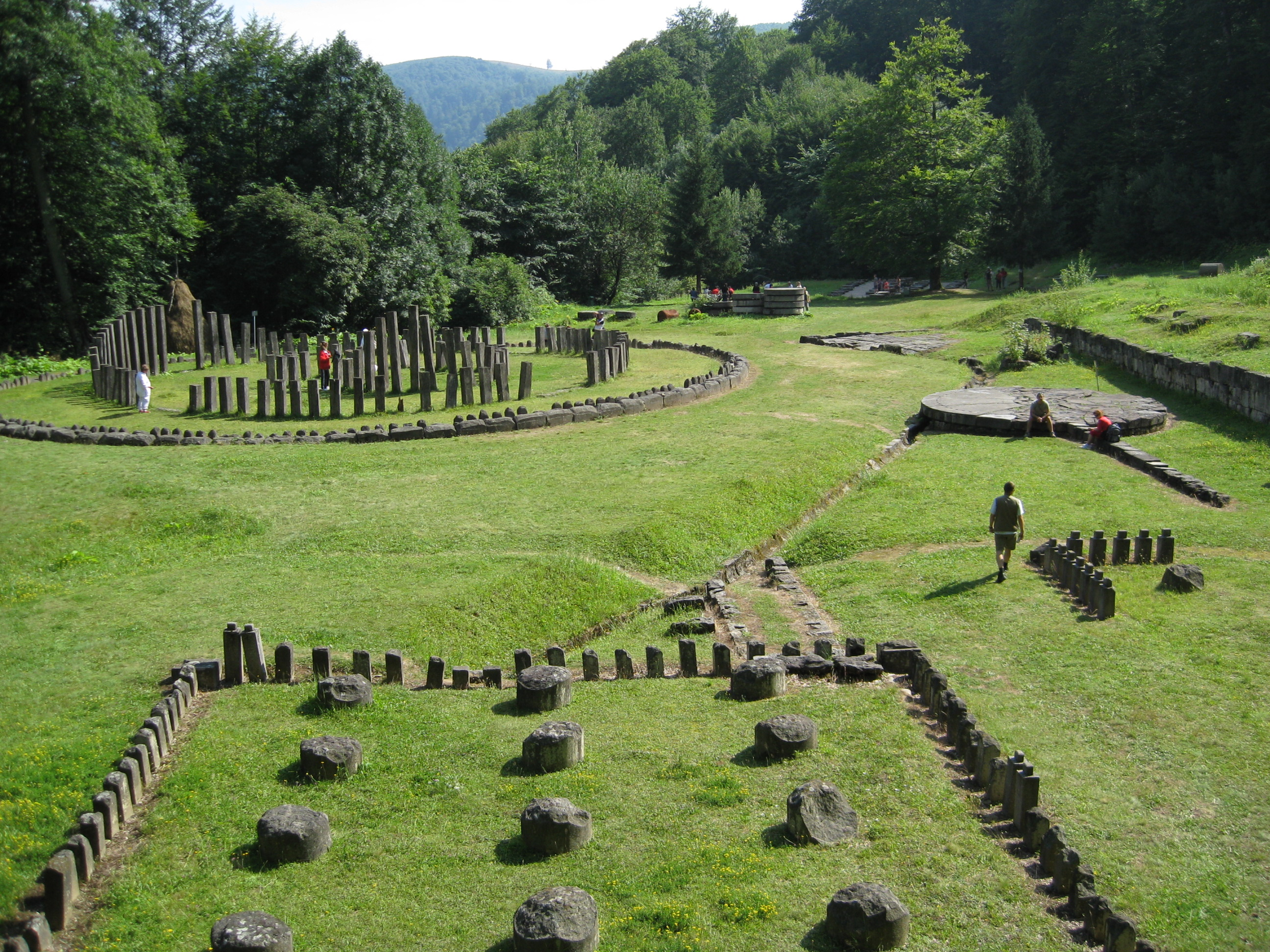
안산암 성소
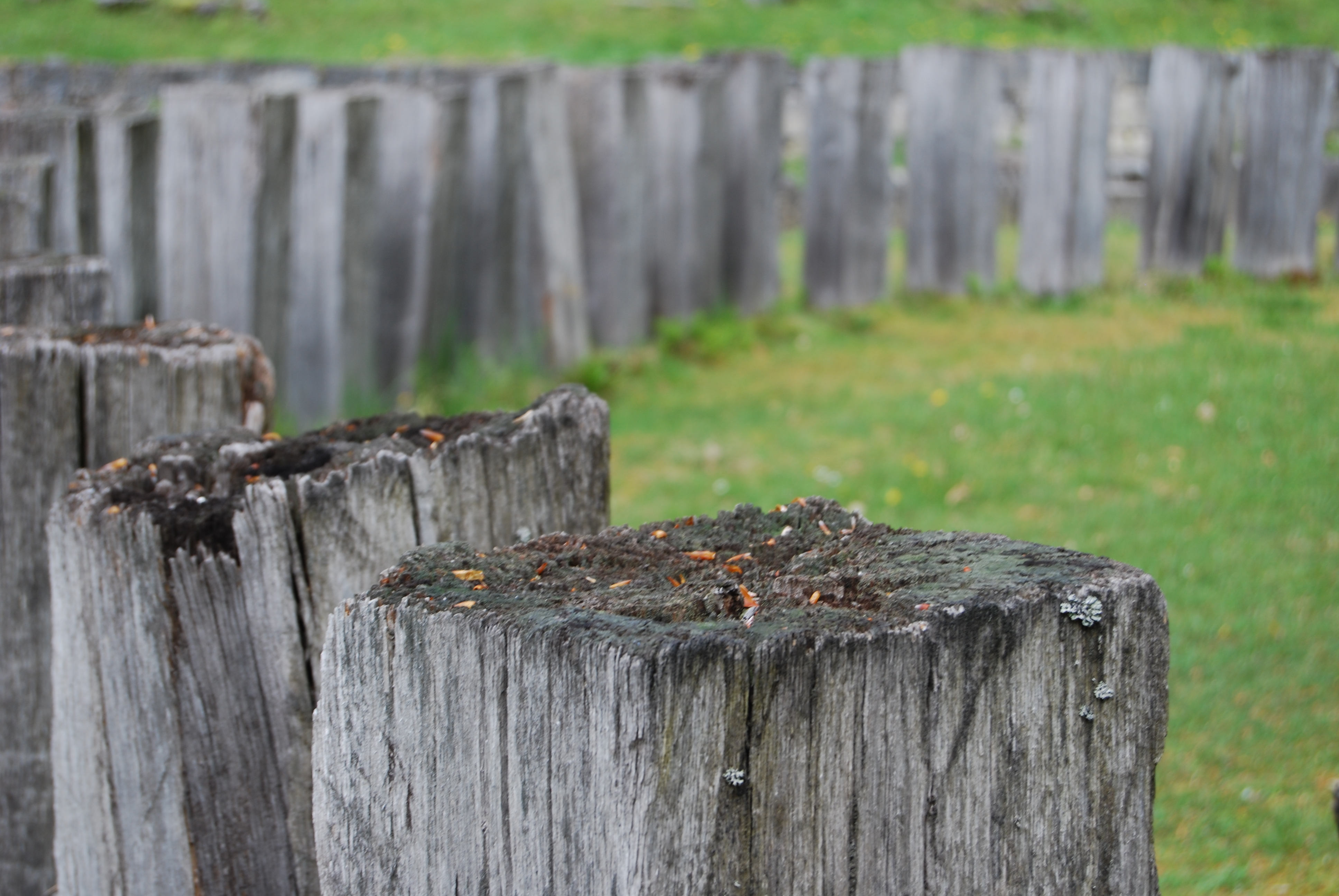
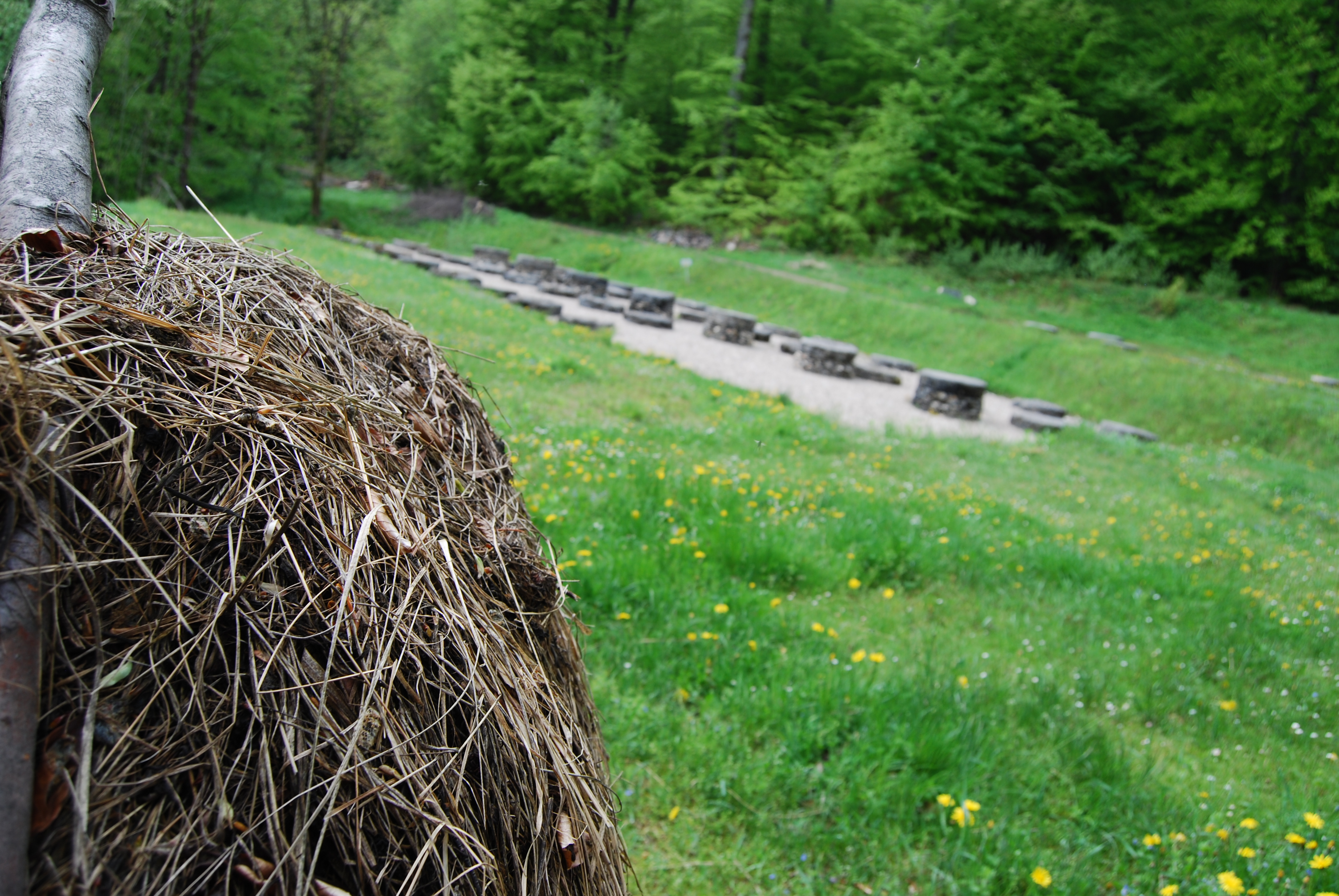
대형 석회암 성소
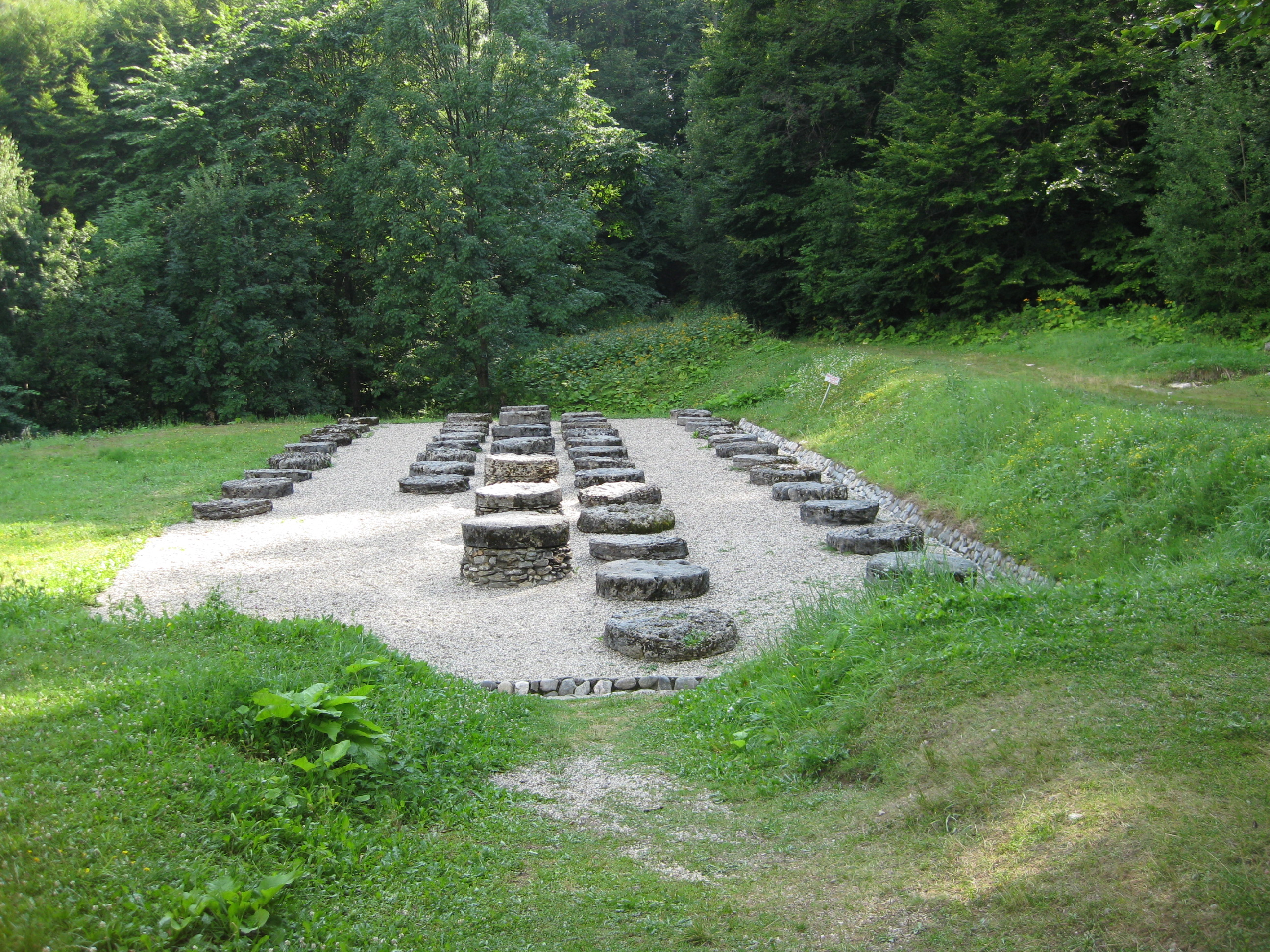
대형 석회암 성소
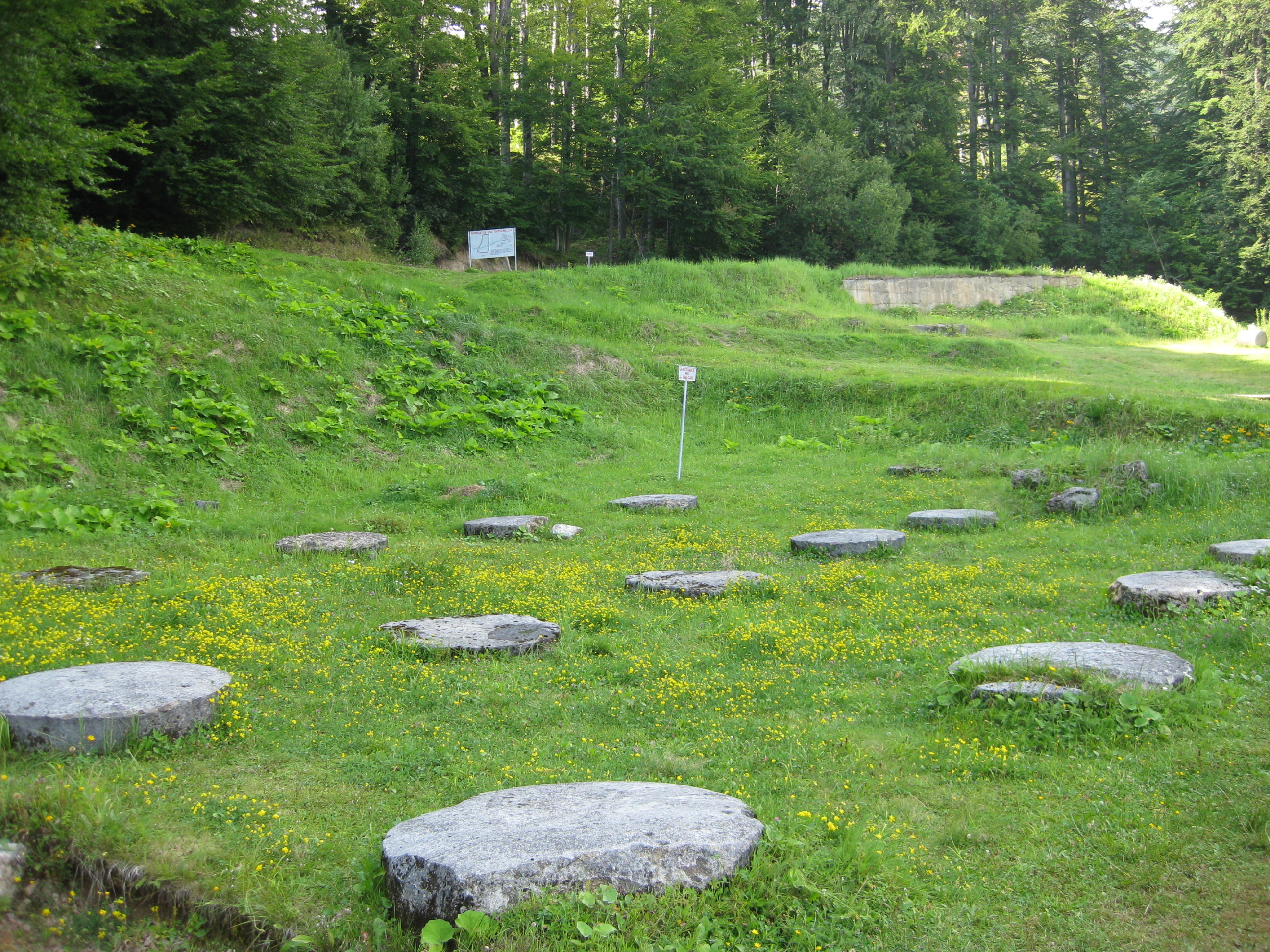
소형 석회암 성소
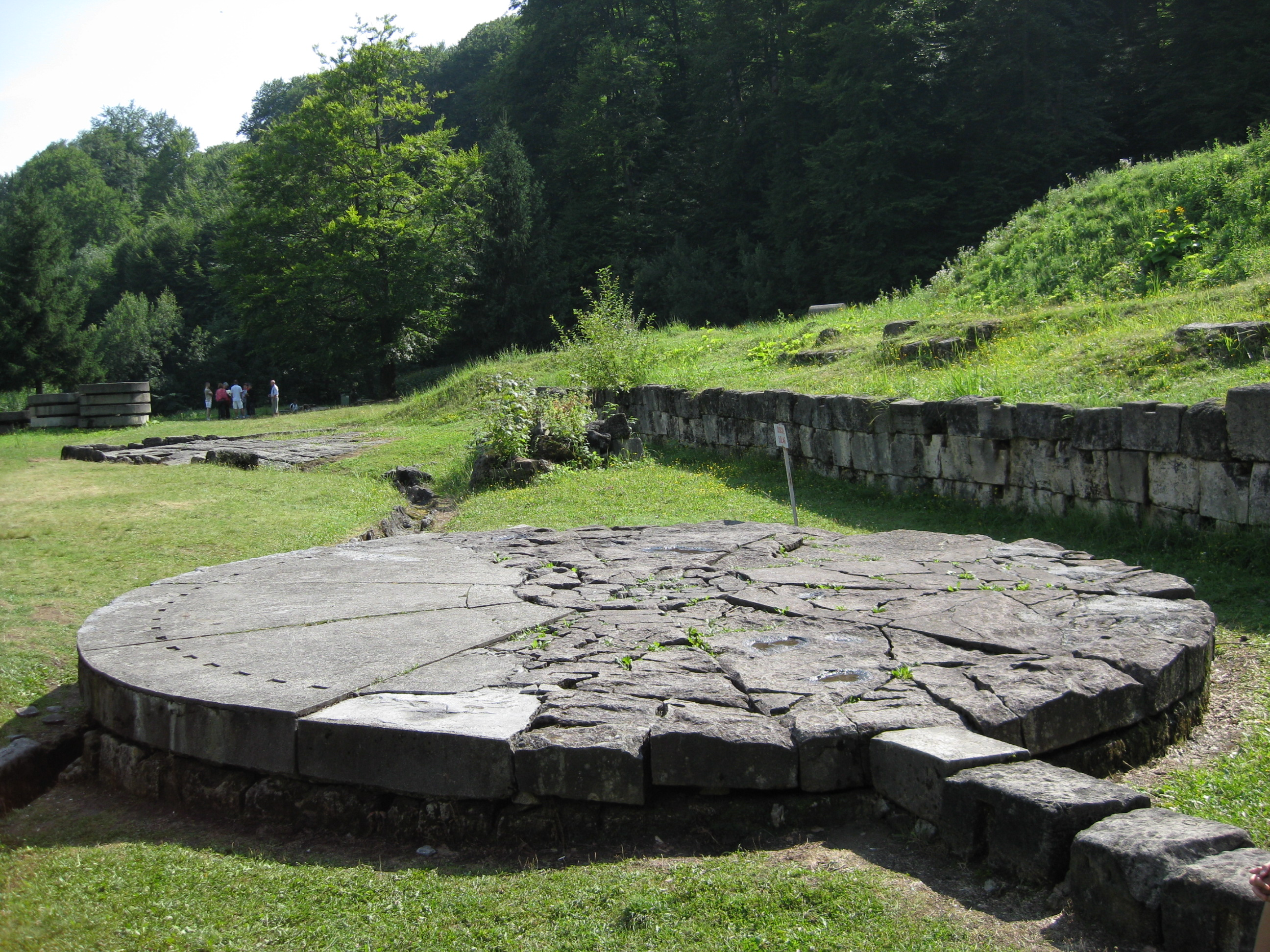
태양 판
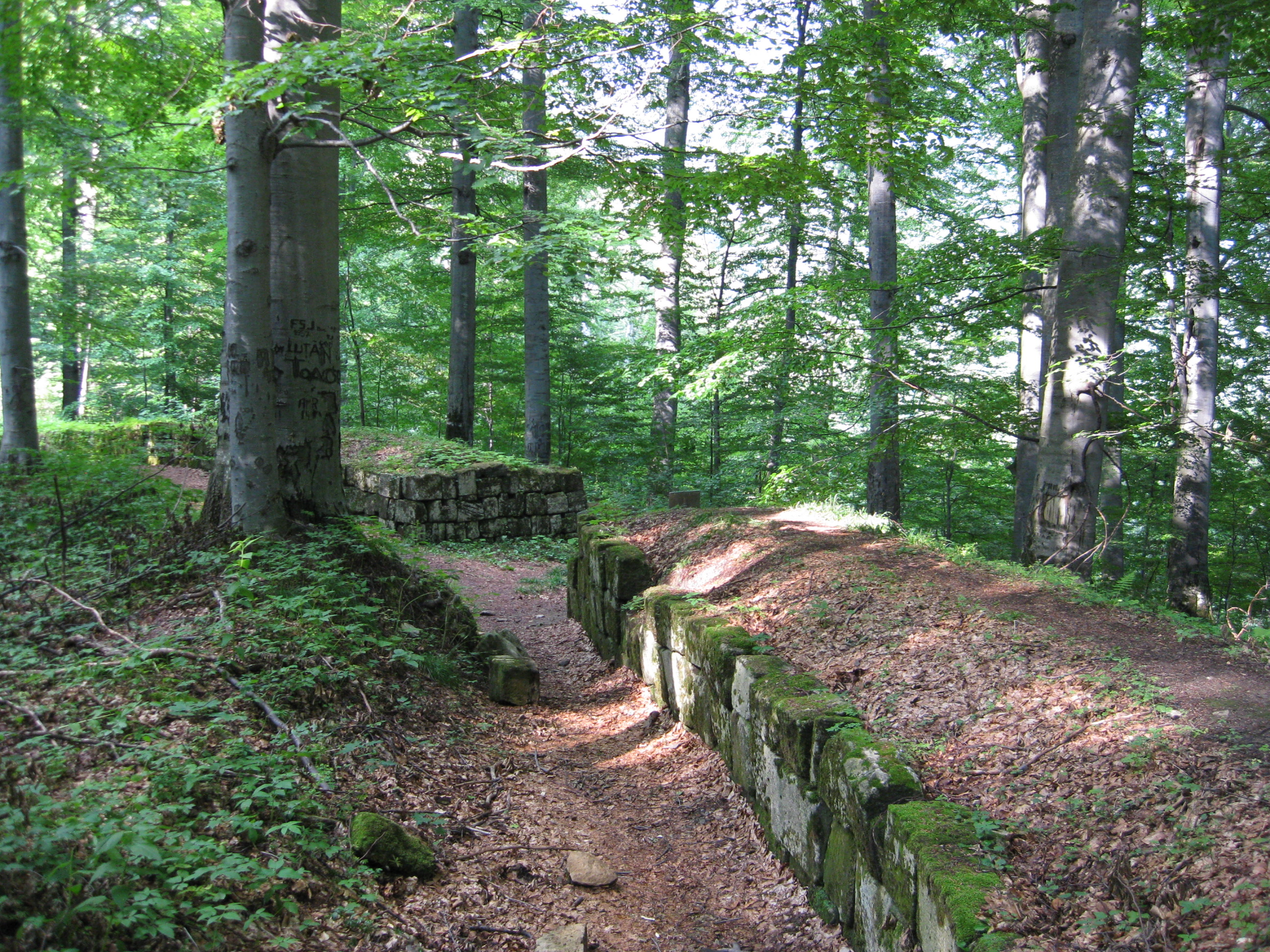
무루스 다키쿠스
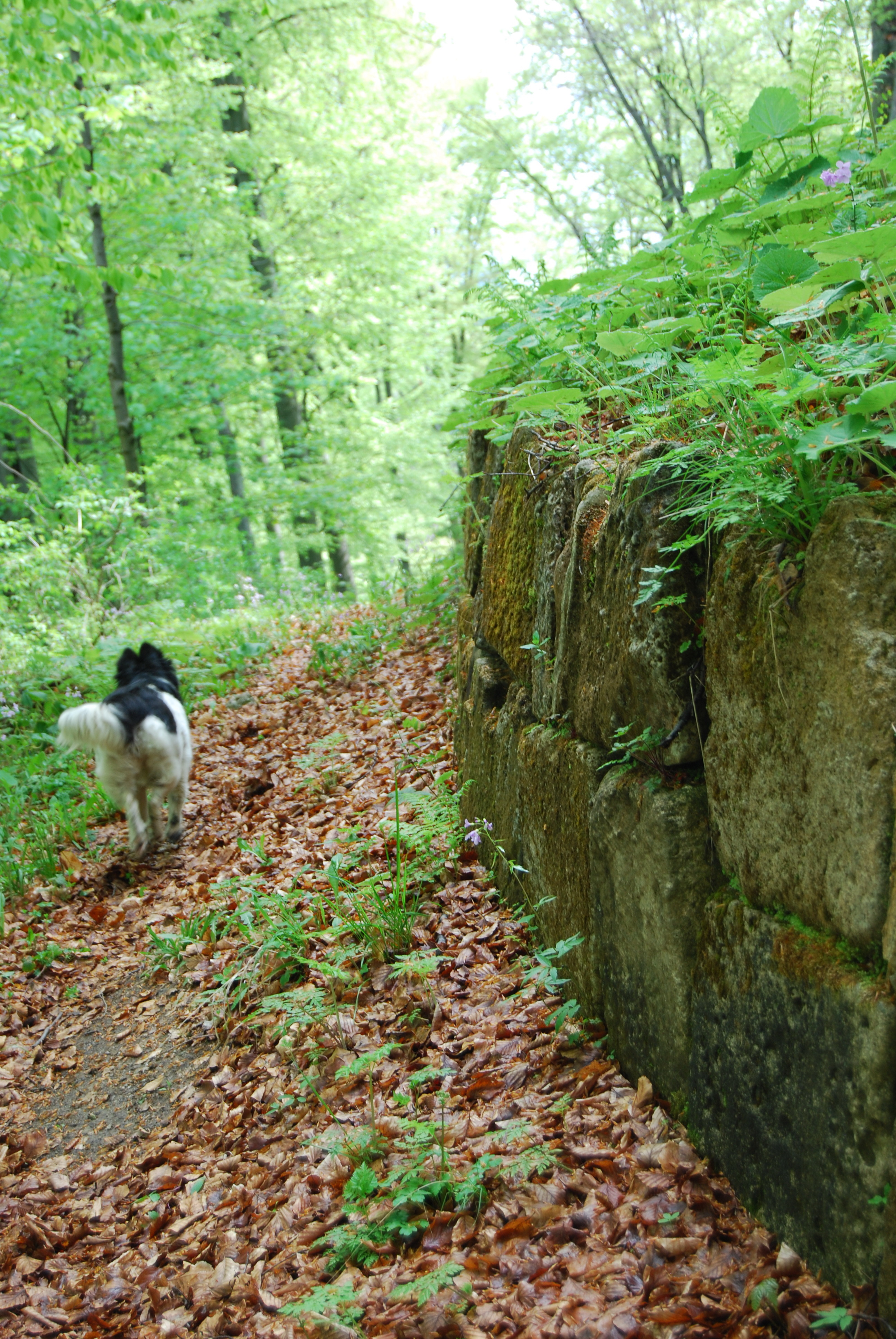
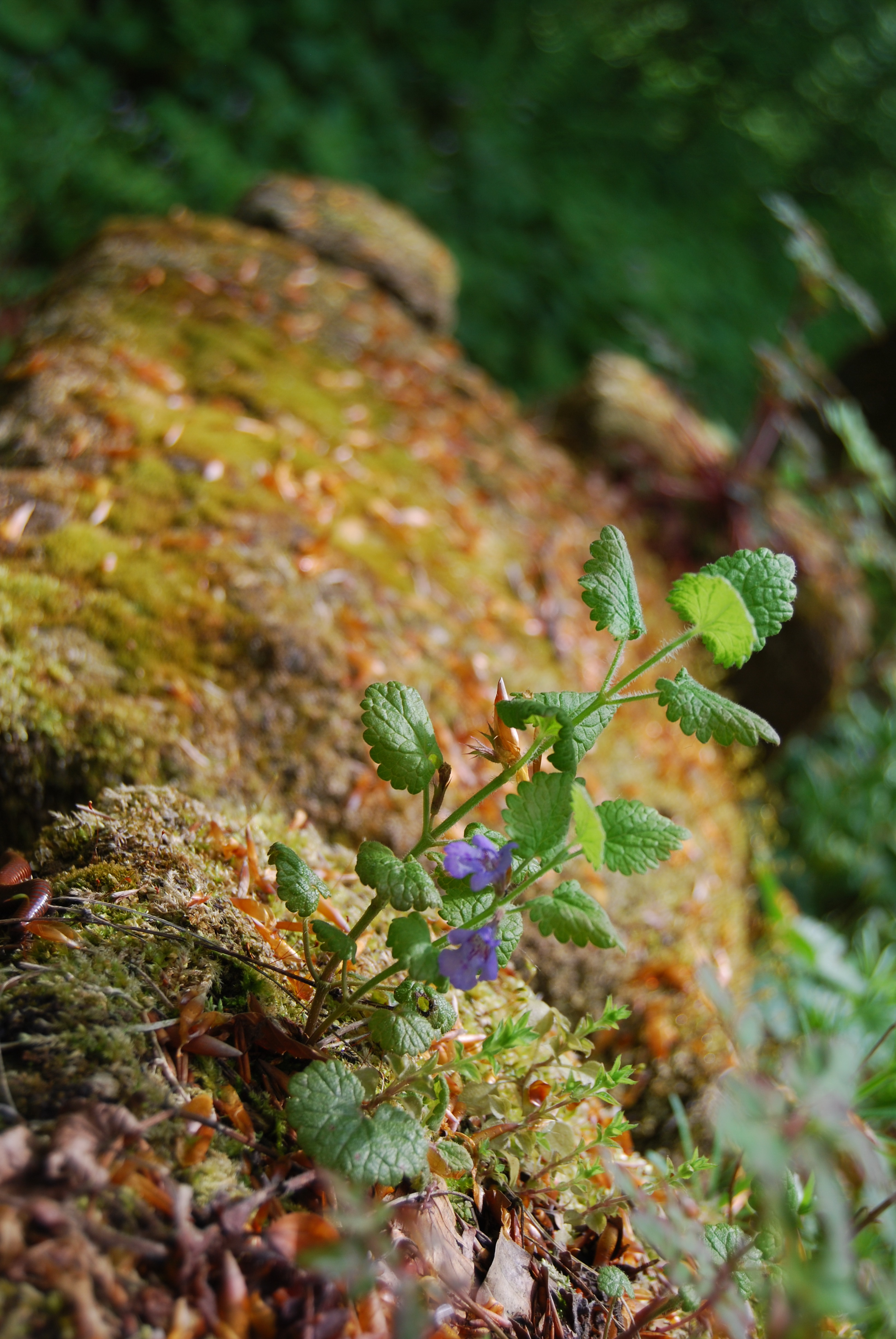
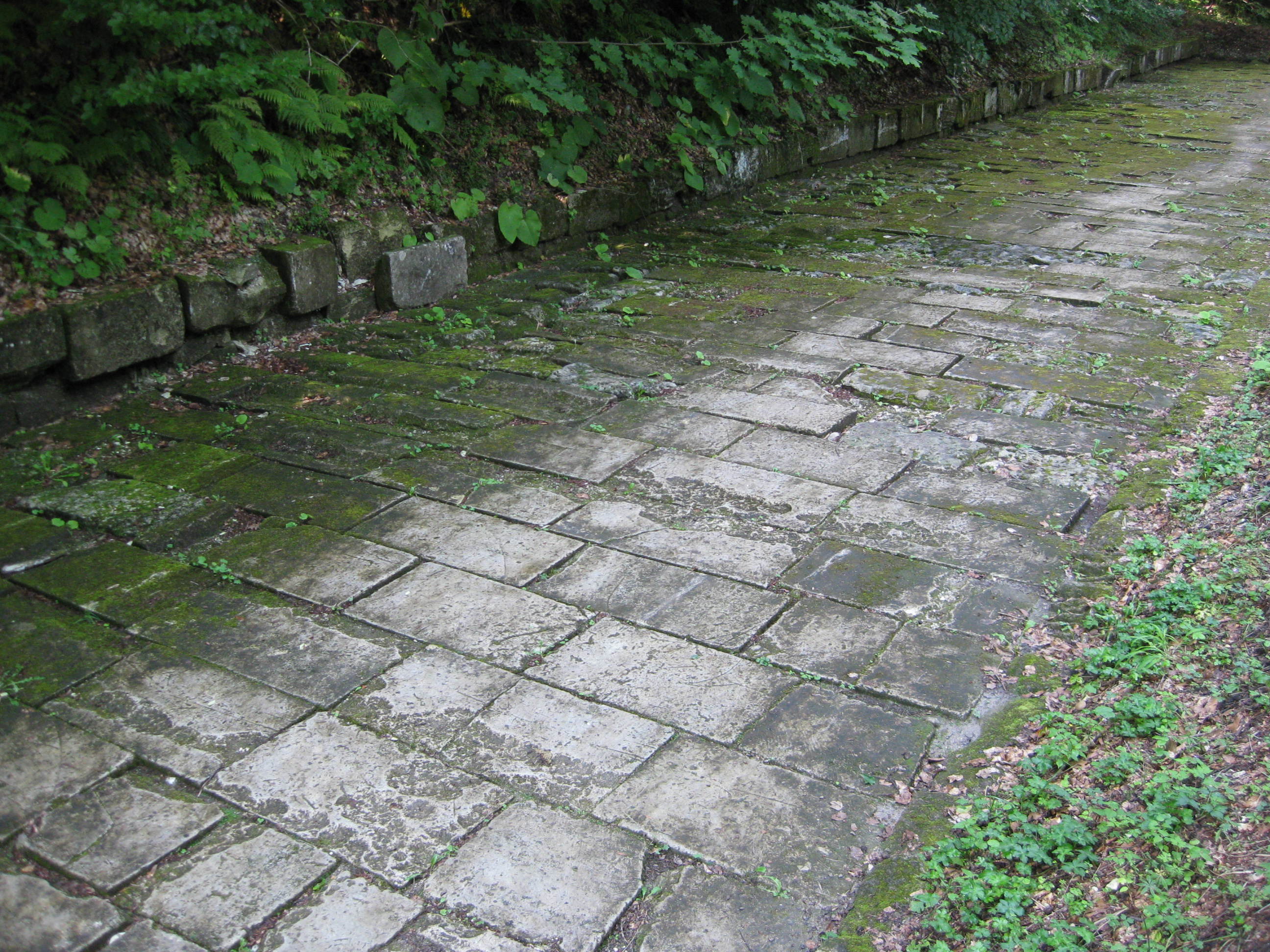
포장된 다키아 도로
성소들의 파노라마 시점
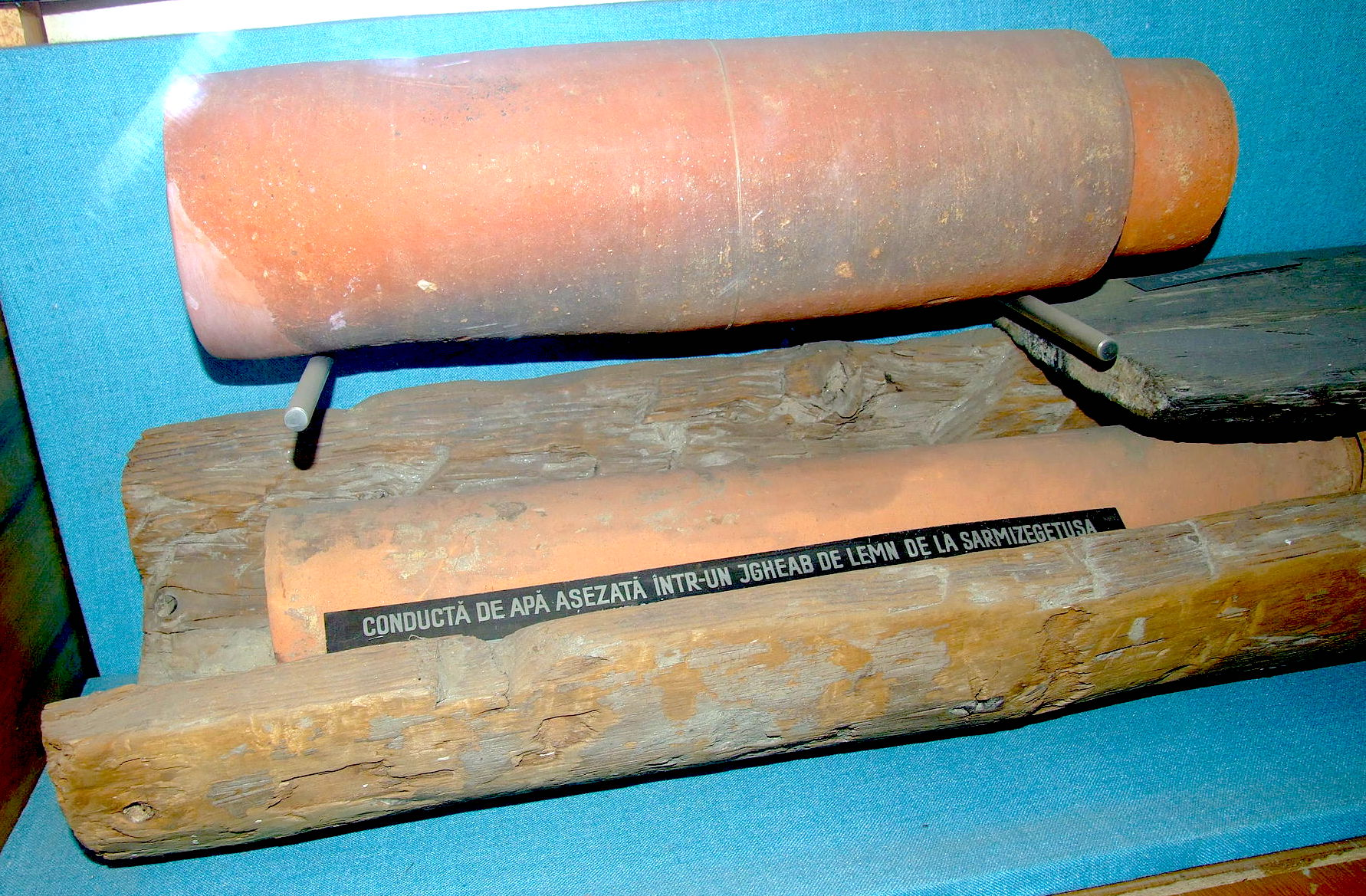
다키아 수로관

## 같이 보기
- 울피아 트라이아나 사르미제게투사
- 데케발루스
- 오러슈티에 산맥의 다키아 요새

## 참고 문헌
- Schmitz, Michael (2005). 《The Dacian threat, 101-106 AD》. Armidale, N.S.W. : Caeros Publishing. ISBN 978-0-9758445-0-2.
- Tomaschek, Wilhelm (1883). 《"Les Restes de la langue dace" in  "Le Muséon, Volume 2"》. Belgium: "Société des lettres et des sciences" Louvain, Belgium.
- Ruggles, Clive L. N (2005). 《Ancient astronomy: an encyclopedia of cosmologies and myth》. Greenwood: ABC-CLIO. ISBN 978-1-85109-477-6.
- MacKendrick, Paul Lachlan (2000). 《The Dacian Stones Speak》. UNC Press Books. 60–61쪽. ISBN 978-0-8078-4939-2. Lwt5Li_q2asC&pg=PA60.
- Van Den Gheyn, Joseph (1885). 《"Populations Danubiennes" in "Revue des questions scientifiques"》. Belgium: "Société scientifique de Bruxelles".
- Goodman, Martin; Sherwood, Jane (2002). 《The Roman World 44 BC–AD 180》. Routledge. ISBN 978-0-203-40861-2.
- Russu, I.I. (1944). 《Sarmizegetusa, capitala Geto-Dacilor》..
- Daicoviciu, Hadrian (1972). 《"Dacia de la Burebista la cucerirea romană",》. Editura Dacia.
- Matyszak, Philip (2009). 《The Enemies of Rome: From Hannibal to Attila the Hun》. Thames and Hudson. ISBN 978-0-500-28772-9.